# Абделькрім Ель-Хадріуї
Абделькрім Ель-Хадріуї (араб. عبد الكريم الحضريوي, нар. 6 березня 1972, Таза, Марокко) — марокканський футболіст, що грав на позиції захисника.
Виступав, зокрема, за клуби «Бенфіка» (Лісабон) та «АЗ», а також національну збірну Марокко.

## Клубна кар'єра
У дорослому футболі дебютував 1992 року виступами за команду клубу «ФАР», в якій провів чотири сезони.
Своєю грою за цю команду привернув увагу представників тренерського штабу клубу «Бенфіка» (Лісабон), до складу якого приєднався 1996 року. Відіграв за лісабонський клуб наступні два сезони своєї ігрової кар'єри.
1998 року уклав контракт з клубом «АЗ», у складі якого провів наступні чотири роки кар'єри гравця. Більшість часу, проведеного у складі «АЗ», був основним гравцем захисту команди.
Протягом 2002—2003 років захищав кольори команди клубу «Шарлеруа».
Завершив професійну ігрову кар'єру у клубі «Іттіхад» (Хеміссет), за команду якого виступав протягом 2003 року.

## Виступи за збірну
1992 року дебютував в офіційних матчах у складі національної збірної Марокко. Протягом кар'єри у національній команді, яка тривала 10 років, провів у формі головної команди країни 72 матчі, забивши чотири голи.
У складі збірної був учасником чемпіонату світу 1994 року в США, чемпіонату світу 1998 року у Франції, Кубка африканських націй 1998 року в Буркіна Фасо, Кубка африканських націй 2000 року в Гані та Нігерії.

### Голи за збірну
| 1.       | 6 лютого 1994   | «Шарджа», Шарджа, ОАЕ                  | Словаччина | 1–2 | Перемога | Товариський              |
| 2.       | 23 березня 1994 | «Жозі Бартель», Люксембург, Люксембург | Люксембург | 1–2 | Перемога | Товариський              |
| 3.       | 20 березня 1996 | «Аль-Мактум», Дубай, ОАЕ               | Єгипет     | 0–2 | Перемога | Товариський              |
| 4.       | 31 травня 1997  | «Стадіон Принца Мулея», Рабат, Марокко | Ефіопія    | 4–0 | Перемога | Кваліфікація до КАН-1998 |
| Джерела: |                 |                                        |            |     |          |                          |